# 태비
태비(太妃)은 왕태비, 황태비, 태존태비 그리고 대왕태비의 간칭 또는 총칭이다. 군주의 생모로서 전임 군주의 후실의 지위를 말한다. 정실인 태후보다 한 단계 낮다.

## 왕태비
예종이 자신의 어머니인 정희왕후를 왕태비로 칭하였다.

## 같이 보기
- 대왕대비
- 왕대비
- 대비
- 황태후
- 태황태후